# Дві старі жінки
Дві старі жінки (англ. Two Old Women) — пригодницька повість 1993 року американської письменниці індіанського походження Велми Волліс, вийшла у Фербанксі, Аляска під назвою Two old women: An Alaska Legend of Betrayal, Courage and Survival («Дві старі жінки: Аляскинська легенда про зраду, мужність і виживання»). Історія, покладена в її основу, довгий час була частиною усної традиції атапасків. Волліс почула її від матері під час спільного походу по дрова; пізніше вона записала текст і збагатила його безліччю дрібних деталей, які додали оповіді динамізму й емоційної глибини.

## Сюжет
Одного разу пізно восени вождь однієї з племінних груп народу гвічин приймає непросте рішення — залишити на стоянці двох старих жінок, чиї скарги на слабке здоров'я почали озляти його людей, які й без того зазнавали жорстоких страждань від голоду й холоду, і рухатися далі в пошуках їжі.
Коли рішення оголошено, шоковані й перелякані 75-річна Са' і 80-річна Ч'идзиг'яак сидять на снігу, не в змозі вимовити ні слова. Вони не вважають себе непотрібними — вони ніколи не відмовлялися допомогти з гаптуванням або виробленням шкір тим, хто ділився з ними їжею. Наостанок дочка Ч'идзиг'яак, гноблена провиною, соромом і страхом за долю матері, але безсила перешкодити виконанню волі вождя, віддає приреченій на смерть жінці дорогоцінну зв'язку ременів з сиром'ятної лосиної шкіри. Онук Ч'идзиг'яак потайки віддає їй кістяний топірець. Нарешті плем'я йде. Дві жінки мовчки сидять на підстилці з ялинового гілля, їхні думки плутаються. Спочатку смерть здається їм найпростішим виходом. Однак Са' знаходить мужність переконати себе й подругу по нещастю, що більш гідно померти, намагаючись щось робити, ніж просто здатися на милість долі. Са' вдається вбити вивірку, влучно метнувши топірець. Жінки підкріплюють сили м'ясним бульйоном і приховують частину м'яса. Поставивши навмання пастки на старих кролячих стежках, вони самі дивуються своєму везінню, коли в них потрапляють два кролики. Насилу згинаючи неслухняні пальці, жінки майструють снігоступи і вирушають у довгу дорогу до стоянки біля річки, де плем'я колись у достатку ловило рибу — там у них буде більше шансів вижити. Влаштовуючись на ніч, вони викопують у снігу яму і вкриваються шкурами, або просто засипають спина до спини, коли сили зовсім залишають їх. Кожне пробудження вранці — це мука, біль у суглобах і м'язах такий, що обидві вони борються зі спокусою закрити очі і назавжди віддатися сну. Але, попри все, їхня подорож триває. Завдяки дбайливо збереженим тліючим вуглинам, після кожного денного переходу вони можуть відігрітися біля вогню. Жінки досягають річки і розбивають зимовий табір на старій стоянці племені, скориставшись збереженою ґраткою для в'ялення риби як основою для свого житла. Трохи оббувшись на новому місці, підкріпивши сили і поповнивши запаси їжі завдяки засвоєним з дитинства мисливським навичкам, жінки вирішують приховати свою стоянку, перенісши її далі від річки. Вони побоюються не тільки нападу вовків, але й повернення людей, яких голод може штовхнути на найжорстокіший учинок. На щастя, літня погода сприяє полюванню і риболовлі, і тепер у них в меню не тільки кроляче м'ясо, але й печеня з куріпок, копчена бобрятина і м'ясо ондатри, а запаси риби такі, що для неї доводиться спорудити додаткову підвісну схованку. Вечорами жінки шиють із кролячих шкурок одяг, розповідають одна одній про свою юність, про стосунки з одноплемінниками, і сміються, згадуючи, як колись вони кректали і скаржилися всім навколо на найменший біль і не могли й кроку ступити без палиці.
Наступної зими плем'я, мисливців якого продовжують переслідувати невдачі, повертається на те місце, де двох жінок прирекли на смерть. Вождя гнітить почуття провини за своє рішення, і він не знає, чи не навів він своєю жорстокістю прокляття на плем'я. Не знайшовши на місці стоянки людських останків, він, спонукуваний невиразною надією, посилає на пошуки зниклих жінок кращого слідопита племені і трьох молодих мисливців. Ослаблі від голоду й обірвані, вони вже майже готові відмовитися від своїх спроб, коли досвідчений Даагу зауважує, що на залишеній стоянці племені хтось недавно акуратно зняв кору з беріз, що зростають віддалік одна від одної. Він розуміє, які почуття змусили жінок ховатися від людей, і це допомагає йому знайти дорогу до їхнього притулку. Вловивши в повітрі ледь помітну цівку диму, він переконується, що йшов правильно, неможливе сталося, і жінки змогли вижити в зимовому лісі. Підійшовши до їхньої оселі, він гукає їх на ім'я і називає себе. Жінки вирішують, що ховатися більше немає сенсу, до того ж за довгий час мандрів вони скучили за людьми. Вони впускають Даагу і мисливців в своє укриття, і ті приголомшені великою кількістю їжі та теплого одягу, яку дві слабкі жінки змогли заготовити, тоді як кращі мисливці племені терпіли невдачу за невдачею. Са' і Ч'идзиг'яак бояться, що змучені голодом люди віднімуть у них їжу і знову залишать ні з чим, але Даагу, а слідом за ним і його супутники, дають їм слово, що заступляться за них, якщо їм загрожуватиме якась небезпека. Після довгих коливань жінки погоджуються роздати більшу частину своїх запасів, але поки бояться самі виходити до людей. Замість цього вони приймають у себе гостей — колишні одноплемінники приходять до них поодинці, і поступово розмови і спільні спогади стирають гіркоту образи. Онук Ч'идзиг'яак відвідує бабусю і жартома вимагає повернути йому топірець. Ч'идзиг'яак щаслива бачити його після довгої розлуки, але довго не наважується заговорити про свою доньку. Нарешті вона не витримує і запитує, чому Ожиї Нелії так і не відвідала її. Онук розповідає їй, що його мати досі мучить сором. Як би не було боляче Ч'идзиг'яак, вона розуміє, що Ожиї Нелії не заступилася за неї, боячись за її життя, а також за життя сина і своє. До того ж саме її подарунок допоміг двом жінкам поставити пастки і вижити. Нарешті мати й дочка примиряються. Вождь оголошує, що відтепер плем'я більше ніколи не буде кидати людей похилого віку на призволяще — саме життя піднесло його людям урок поваги до мудрості, яка приходить лише з роками.

## Сприйняття книги
Оскільки в книзі порушується тема канібалізму, до неї насторожено поставилися в організаціях корінних американців, куди по спонсорську підтримку намагалися звертатися представники молодого видавництва «Epicenter Press». «Ця історія виставляє індіанців-атапасків у поганому світлі», — відповів редактору видавництва один з племінних лідерів. Проте, після подолання фінансових труднощів, читачі в індіанських громадах були раді тому, що ще один фрагмент їхньої усної традиції увічнено в книзі і він стане відомий читачам в усьому світі.
1993 року повість отримала книжкову премію Заходу США в категорії «художньо оброблена небелетристика» (creative nonfiction).